# George Heubel
George A. Heubel (* 20. Juni 1849 in Rudolstadt; † 22. Januar 1896 in Philadelphia) war ein deutscher Baseballspieler. Er spielte die Positionen des First Basemans und des Right Fielders. Er war der erste Deutsche, der professionell Baseball in der National League spielte.
George Heubel wurde am 20. Juni 1849 als siebtes von acht Kindern in Rudolstadt im damaligen Königreich Preußen geboren. Schon im November des folgenden Jahres betrat die Familie in Hamburg ein Schiff in Richtung der Vereinigten Staaten von Amerika, wo sie am 25. Februar 1851 in New York City ankamen. Die Familie ließ sich in Philadelphia im US-Bundesstaat Pennsylvania nieder.
Heubel debütierte im Jahr 1871 bei den Philadelphia Athletics der National Association, einer frühen US-Profiliga für Baseball. Heubel bestritt in seiner ersten Saison 17 Spiele und erzielte dabei 23 Hits, 18 Runs und einen Batting Average von .307. Hiermit trug er dazu bei, dass die Athletics die NA-Meisterschaft mit 21-7 Spielen gewannen. In seiner zweiten Saison wechselte er zu den Washington Olympics, wo er nur noch fünf Spiele absolvierte und sein Batting Average auf .130 fiel. Danach beendete Heubel zeitweilig seine Karriere, bis er 1876 für die New York Mutuals der neugegründeten National League (einem bis heute existierenden Teil des Major League Baseball) ein kurzes Ein-Spiel-Comeback gab. Später arbeitete er noch eine Saison (1887) als Coach bei den Allentown Peanut Eaters in einer der Minor Leagues.